# Encyrtus melas
Encyrtus melas är en stekelart som beskrevs av Prinsloo 1982. Encyrtus melas ingår i släktet Encyrtus och familjen sköldlussteklar. Inga underarter finns listade i Catalogue of Life.